# Радіо ODTÜ
Радіо ODTÜ — турецька радіостанція, що веде мовлення в Анкарі. Вона грає поп-рок, інді-рок, поп-музику, кантрі та інді-поп. Мовлення ведеться турецькою мовою. Розпочалося мовлення 31 січня 1995 року. Радіо було названо на честь вулиці в Анкарі.